# 596
596 (DXCVI) je bilo prestopno leto, ki se je po julijanskem koledarju začelo na nedeljo.

## Dogodki
- Obri in Langobardi sklenejo drugi mir.